# Salimata Diatta
Salimata Diatta (Dakar, 14 aprile 1981) è un'ex cestista senegalese.

## Carriera
Con il Senegal ha disputato due edizioni dei Campionati mondiali (2006, 2010) e due dei Campionati africani (2005, 2007).